# Trường đua Monza
Trường đua Monza (tiếng Italia Autodromo Nazionale di Monza) là một trường đua xe chuyên dụng nằm ở thành phố Monza, vùng Lombardia, Italia. Trường đua hiện đang đăng cai chặng đua GP Italia của giải đua Công thức 1.

## Lịch sử
Trường đua được xây dựng và khánh thánh hồi năm 1922, được công nhận là một trong những trường đua chuyên dụng lâu đời nhất trên thế giới. Monza là trường đua đăng cai nhiều chặng đua F1 nhất trong lịch sử. Với bề dày lịch sử của mình, trường đua được đặt biệt danh là Ngôi đền tốc độ (The temple of speed).
Chặng đua nổi tiếng nhất mà Monza đăng cai là chặng đua GP Italia. Từ năm 1950 đến nay thì chặng đua này được sắp nhập vào giải đua Công thức 1, và chỉ có một năm duy nhất nó không diễn ra ở Monza là năm 1980 bởi năm đó Monza đang phải cải tạo lại.
Ngoài ra thì Monza cũng từng nhiều lần tổ chức giải đua MotoGP (chặng đua MotoGP Italia) trong thời kỳ từ 1949-1987.
Ở thời kỳ đầu, trường đua nổi tiếng với một đoạn đường lòng chảo hình oval. Tuy nhiên do tính chất nguy hiểm của đoạn đường này nên nó đã không còn được sử dụng từ năm 1962. Hiện Monza vẫn lưu lại những di tích của đoạn đường này.

## Các vụ tử nạn ở Monza
Đã có rất nhiều tai nạn nghiêm trọng xảy ra ở trường đua Monza, những sự kiện nổi tiếng nhất là:
- 1955 Tay đua 2 lần vô địch Công thức 1 Alberto Ascari tử nạn ở một buổi đua thử xe.
- 1961 Tay đua từng giành chiến thắng chặng đua F1 Wolfgang von Trips cùng với 14 khán giả tử nạn ở chặng đua GP Italia 1961.
- 1970 Jochen Rindt tử nạn khi đang tham gia chặng đua GP Italia 1970. Ông là tay đua duy nhất giành được chức vô địch F1 sau khi đã qua đời.
- 1973 Renzo Pasolini, Jarno Saarinen tử nạn ở giải đua thể thức 250cc.
- 1978 Tay đua từng 1 lần vô địch Công thức 1 Ronnie Peterson tử nạn khi tham gia chặng đua GP Italia 1978.
- 2000 một nhân viên trường đua tên Paolo Gislimberti tử nạn do bị một chiếc bánh xe văng trúng người.

## Các kỷ lục vòng chạy
Dưới đây là các kỷ lục vòng chạy nhanh nhất của các giải đua xe được tổ chức ở trường đua Monza:
| Giải đua                                   | Tay đua                                    | Xe                                         | Thời gian                                  | Sự kiện                                     |
| Kiểu đường Grand Prix (2000-nay): 5.793 km | Kiểu đường Grand Prix (2000-nay): 5.793 km | Kiểu đường Grand Prix (2000-nay): 5.793 km | Kiểu đường Grand Prix (2000-nay): 5.793 km | Kiểu đường Grand Prix (2000-nay): 5.793 km  |
| ------------------------------------------ | ------------------------------------------ | ------------------------------------------ | ------------------------------------------ | ------------------------------------------- |
| F1                                         | Rubens Barrichello                         | Ferrari F2004                              | 1:21.046                                   | 2004 Italian Grand Prix                     |
| GP2                                        | Lewis Hamilton                             | Dallara GP2/05                             | 1:30.528                                   | 2006 Monza GP2 Series round                 |
| LMP1                                       | Nicolas Minassian                          | Peugeot 908 HDi FAP                        | 1:32.449                                   | 2008 1000 km of Monza                       |
| FIA F2                                     | Antonio Fuoco                              | Dallara GP2/11                             | 1:34.080                                   | 2017 Monza Formula 2 round                  |
| Formula Renault 3.5                        | Will Stevens                               | Dallara T12                                | 1:34.899                                   | 2013 Monza Formula Renault 3.5 Series round |
| LMP2                                       | Mikkel Jensen                              | Aurus 01                                   | 1:35.988                                   | 2020 4 Hours of Monza                       |
| Superleague Formula                        | Antonio Pizzonia                           | Panoz DP09                                 | 1:36.466                                   | 2009 Monza Superleague Formula round        |
| LMH                                        | Mike Conway                                | Toyota GR010 Hybrid                        | 1:36.951                                   | 2021 6 Hours of Monza                       |
| GP3                                        | Conor Daly                                 | Dallara GP3/13                             | 1:38.237                                   | 2013 Monza GP3 Series round                 |
| F3000                                      | Björn Wirdheim                             | Lola B02/50                                | 1:38.881                                   | 2003 Monza F3000 round                      |
| F2 (2009-2012)                             | Mihai Marinescu                            | Williams JPH1                              | 1:39.997                                   | 2011 Monza FTwo round                       |
| FIA F3                                     | Frederik Vesti                             | Dallara F3 2019                            | 1:39.877                                   | 2020 Monza Formula 3 round                  |
| LMP3                                       | Laurents Hörr                              | Ligier JS P320                             | 1:44.374                                   | 2020 Monza Le Mans Cup round                |
| GT1                                        | Uwe Alzen                                  | Saleen S7-R                                | 1:44.708                                   | 2004 FIA GT Monza 500km                     |
| World SBK                                  | Michel Fabrizio                            | Ducati 1098R                               | 1:45.336                                   | 2009 Monza World SBK round                  |
| LM GTE                                     | Kévin Estre                                | Porsche 911 RSR-19                         | 1:46.339                                   | 2021 6 Hours of Monza                       |
| FREC                                       | Gianluca Petecof                           | Tatuus F.3 T-318                           | 1:47.530                                   | 2020 Monza FREC round                       |
| DTM                                        | Liam Lawson                                | Ferrari 488 GT3 Evo 2020                   | 1:47.714                                   | 2021 Monza DTM round                        |
| Formula Renault 2.0                        | Joey Alders                                | Tatuus FR-19                               | 1:48.402                                   | 2020 Monza Formula Renault Eurocup round    |
| World SSP                                  | Cal Crutchlow                              | Yamaha YZF-R6                              | 1:49.728                                   | 2009 Monza World SSP round                  |
| N-GT                                       | Stéphane Ortelli                           | Porsche 911 (996) GT3-RSR                  | 1:49.967                                   | 2004 FIA GT Monza 500km                     |
| GT2                                        | Emmanuel Collard                           | Porsche 911 (997) GT3-RSR                  | 1:50.646                                   | 2008 FIA GT Monza 2 Hours                   |
| Formula 4                                  | Lando Norris                               | Tatuus F4-T014                             | 1:53.104                                   | 2015 Italian F4 Championship Monza round    |
| WTCC                                       | Thed Björk                                 | Volvo S60 Polestar TC1                     | 1:53.381                                   | 2017 FIA WTCC Race of Italy                 |
| TCR Touring Car                            | Julien Briché                              | Peugeot 308 TCR                            | 1:57.358                                   | 2019 Monza TCR Europe round                 |
| GT4                                        | Jim Pla                                    | Mercedes-AMG GT4                           | 1:57.873                                   | 2021 Monza GT4 European Series round        |
| NASCAR                                     | Ander Vilariño                             | Chevrolet Camaro NASCAR                    | 1:59.256                                   | 2013 Monza NASCAR Whelen Euro Series round  |
| Kiểu đường Motocycle (2010-nay): 5.777 km  |                                            |                                            |                                            |                                             |
| World SBK                                  | Tom Sykes                                  | Kawasaki Ninja ZX-10R                      | 1:42.229                                   | 2013 Monza World SBK round                  |
| World SSP                                  | Eugene Laverty                             | Yamaha YZF-R6                              | 1:47.767                                   | 2010 Monza World SSP round                  |